# Liste der Baudenkmale in Grammentin
In der Liste der Baudenkmale in Grammentin sind alle denkmalgeschützten Bauten der Gemeinde Grammentin (Mecklenburg-Vorpommern) und ihrer Ortsteile aufgelistet. Grundlage ist die Veröffentlichung der Denkmalliste des Landkreises Mecklenburgische Seenplatte (Auszug) vom 20. Januar 2017.

## Baudenkmale nach Ortsteilen

### Grammentin
| ID  | Lage                        | Bezeichnung            | Beschreibung | Bild           |
| --- | --------------------------- | ---------------------- | ------------ | -------------- |
| 424 | Dorfstraße 4, 5, 6          | Forsthaus mit          |              |                |
| 424 |                             | Fachwerkscheune und    |              |                |
| 424 |                             | Backsteinstall         |              |                |
| 427 | Dorfstraße 9a               | Windmühle              |              |                |
| 425 | Dorfstraße 18               | Wohnhaus               |              |                |
| 426 | Dorfstraße 37               | Wohnhaus               |              |                |
| 431 | Dorfstraße 112, 113         | Wohnhaus               |              |                |
| 428 | Dorfstraße 134              | Bauernhaus             |              |                |
| 429 | Dorfstraße (Karte)          | Kirche mit             |              | Weitere Bilder |
| 429 |                             | Friedhof               |              |                |
| 430 | Dorfstraße (vor der Kirche) | Kriegerdenkmal 1914/18 |              |                |

### Wolfskuhle
| ID   | Lage      | Bezeichnung    | Beschreibung | Bild |
| ---- | --------- | -------------- | ------------ | ---- |
| 1166 | B 194/K 3 | Wegweiserstein |              |      |

## Quelle
- Karte der Baudenkmale im Geoportal des Landkreises